# تپه‌حصار شالپوش
تپه حصار شالپوش مربوط به هزاره اول قبل از میلاد است و در شهرستان ملارد، روستای حصار شالپوش واقع شده و این اثر در تاریخ ۱۱ شهریور ۱۳۸۲ با شمارهٔ ثبت ۹۹۰۵ به‌عنوان یکی از آثار ملی ایران به ثبت رسیده است.